# Chimelong Paradise
Koordinaten: 23° 0′ 16″ N, 113° 19′ 37″ O
Chimelong Paradise (chinesisch 长隆欢乐世界) ist ein chinesischer Freizeitpark in Guangzhou, Guangdong, der im Februar 2006 eröffnet wurde. Er wird von der Chimelong Group betrieben, die auch andere Freizeitparks in China wie z. B. Chime-Long Ocean Kingdom betreiben.

## Liste der Achterbahnen
| Name                                     | Typ                                                 | Hersteller           | Eröffnungsjahr |
| ---------------------------------------- | --------------------------------------------------- | -------------------- | -------------- |
| 10 Inversion Roller Coaster / 十环过山车 | Stahlachterbahn mit Inversionen                     | Intamin              | 2006           |
| Dive Coaster / 垂直过山车                | Dive Coaster, Floorless Coaster                     | Bolliger & Mabillard | 2008           |
| Half Pipe / U型滑板                      | Shuttle Coaster, Spinning Coaster, Launched Coaster | Intamin              | 2006           |
| Sky Rocket / 火箭过山车                  | Launched Coaster                                    | Premier Rides        | 2017           |
| Young Star Coaster / 飞马家庭过山车      | Familienachterbahn                                  | Mack Rides           | 2010           |

### Ehemalige Achterbahnen
| Name                                  | Typ                          | Hersteller  | Eröffnungsjahr | Schließungsjahr |
| ------------------------------------- | ---------------------------- | ----------- | -------------- | --------------- |
| Family Gravity Coaster / 亲亲过山车   | Familienachterbahn           | Zamperla    | 2006           | 2011            |
| Motorbike Launch Coaster / 摩托过山车 | Launched Coaster             | Vekoma      | 2006           | 2023            |
| Twister Coaster / 天旋地转            | Wilde Maus, Spinning Coaster | Jinma Rides | 2006           | 2010 oder 2011  |